# Rosario Silva de Lapuerta
Rosario Silva de Lapuerta (ur. 15 czerwca 1954 w Madrycie) – hiszpańska prawniczka, prokuratorka, profesorka, sędzia Trybunału Sprawiedliwości Unii Europejskiej (2003–2021), wiceprezeska w latach 2018–2021.

## Życiorys
Absolwentka prawa na Uniwersytecie Complutense w Madrycie (1976). Prokuratorka w Maladze; pracowniczka działu prawnego ministerstwa transportu, turystyki i komunikacji, następnie w dziale prawnym Ministerstwa Spraw Zagranicznych; szefowa państwowej służby prawnej odpowiedzialnej za postępowanie przed Trybunałem Sprawiedliwości i zastępczyni naczelnego dyrektora działu wspólnotowej i międzynarodowej pomocy prawnej w Abogacía General del Estado (ministerstwie sprawiedliwości). Członkini grupy refleksyjnej ds. przyszłości wspólnotowego systemu sądowego działającej przy Komisji. Szefowa delegacji hiszpańskiej grupy „Amis de la Présidence” ds. reformy wspólnotowego systemu sądowego w traktacie nicejskim i działającej przy Radzie grupy ad hoc dotyczącej Trybunału Sprawiedliwości. Profesorka prawa wspólnotowego w szkole dyplomatycznej w Madrycie; współredaktorka przeglądu „Noticias de la Unión Europea”.
Sędzia Trybunału Sprawiedliwości UE od 7 października 2003, wiceprezeska Trybunału od 9 października 2018 do 7 października 2021.
W 2018 rozpatrzyła na korzyść polskiego Sądu Najwyższego jego spór z rządem. W efekcie Dziennik Gazeta Prawna uznał ją za jedną z czterech najbardziej wpływowych prawników w Polsce. W maju 2021 na wniosek Czech w ramach środków tymczasowych podjęła decyzję o natychmiastowym nakazie wstrzymania wydobycia węgla w kopalni Turów do czasu merytorycznego rozstrzygnięcia sprawy. 20 września 2021 wydała postanowienie o zobowiązaniu Polski do zapłaty na rzecz Komisji Europejskiej okresowej kary pieniężnej w wysokości 500 tysięcy euro dziennie za niezaprzestanie wydobycia węgla brunatnego w kopalni Turów. W momencie wydania decyzji była to najwyższa kara dzienna w historii UE. Decyzja ta spotkała się z krytyką w Polsce.
Jej ojciec, Federica Silva Muñoza, był politykiem prawicowo-konserwatywnych Alianza Popular oraz Partii Ludowej. Jej siostra, Marta Silva de Lapuerta, także jest prawniczką.

## Ordery
- Krzyż Wielki Orderu Zasługi Cywilnej (2003)[7]
- Krzyż Wielki Orderu Krzyża Świętego Rajmunda z Penafort (2020)[8]